# Volta Limburg Classic 2015
La Volta Limburg Classic 2015, quarantaduesima edizione della corsa, valida come evento dell'UCI Europe Tour 2015 categoria 1.1, si svolse il 4 aprile 2015 su un percorso di 198 km. Fu vinta dallo svizzero Stefan Küng, che concluse la gara in 5h 02' 30" alla media di 39,273 km/h.

## Squadre e corridori partecipanti
Partirono da Eijsden 158 corridori (8 per ciascuna squadra, anche se non tutte al completo) e al traguardo portarono a termine la gara in 49.
| N.      | Cod. | Squadra                     |
| ------- | ---- | --------------------------- |
| 2-7     | TLJ  | Team Lotto NL-Jumbo         |
| 11-18   | BMC  | BMC Racing Team             |
| 21-27   | BAR  | Bardiani-CSF                |
| 31-38   | CCC  | CCC Polsat-Polkowice        |
| 41-48   | CUL  | Cult Energy Pro Cycling     |
| 51-57   | NIP  | Nippo-Vini Fantini          |
| 62-68   | ROP  | Roompot Oranje Peloton      |
| 71-78   | STH  | Southeast                   |
| 81-87   | TSV  | Topsport Vlaanderen-Baloise |
| 91-98   | WGG  | Wanty-Groupe Gobert         |
| 101-108 | SKT  | An Post-ChainReaction       |
| 111-118 | BBD  | Baby-Dump                   |

| N.      | Cod. | Squadra                        |
| ------- | ---- | ------------------------------ |
| 121-128 | CJP  | Cyclingteam Jo Piels           |
| 131-138 | RIJ  | Cyclingteam Join's-De Rijke    |
| 141-148 | MET  | Metec-TKH-Mantel               |
| 151-158 | PVC  | Parkhotel Valkenburg           |
| 161-168 | RDT  | Rabobank Development Team      |
| 171-178 | SEG  | SEG Racing                     |
| 181-188 | TBW  | Trefor-Blue Water              |
| 191-198 | MMM  | Team 3M                        |
| 201-208 | VGS  | Vastgoedservice-Golden Palace  |
| 211-218 | WIL  | Veranda's Willems Cycling Team |
| 221-227 | WBC  | Wallonie-Bruxelles             |

## Ordine d'arrivo (Top 10)
| Pos. | Corridore         | Squadra     | Tempo    |
| ---- | ----------------- | ----------- | -------- |
| 1    | Stefan Küng       | BMC         | 5h02'30" |
| 2    | Maciej Paterski   | CCC Polsat  | a 27"    |
| 3    | Dylan Teuns       | BMC         | s.t.     |
| 4    | Enrico Battaglin  | Bardiani    | s.t.     |
| 5    | Rasmus Guldhammer | Cult Energy | s.t.     |
| 6    | S. Kragh Andersen | Trefor      | s.t.     |
| 7    | Amaël Moinard     | BMC         | a 29"    |
| 8    | Wilco Kelderman   | Lotto-NL    | a 31"    |
| 9    | Damiano Cunego    | Nippo       | s.t.     |
| 10   | Steven Kruijswijk | Lotto-NL    | a 35"    |